# La rosa di Broadway
La rosa di Broadway (Broadway Rose) è un film muto del 1922 diretto da Robert Z. Leonard. Prodotto dalla Tiffany Productions, aveva come interpreti principali Mae Murray e Monte Blue.

## Trama

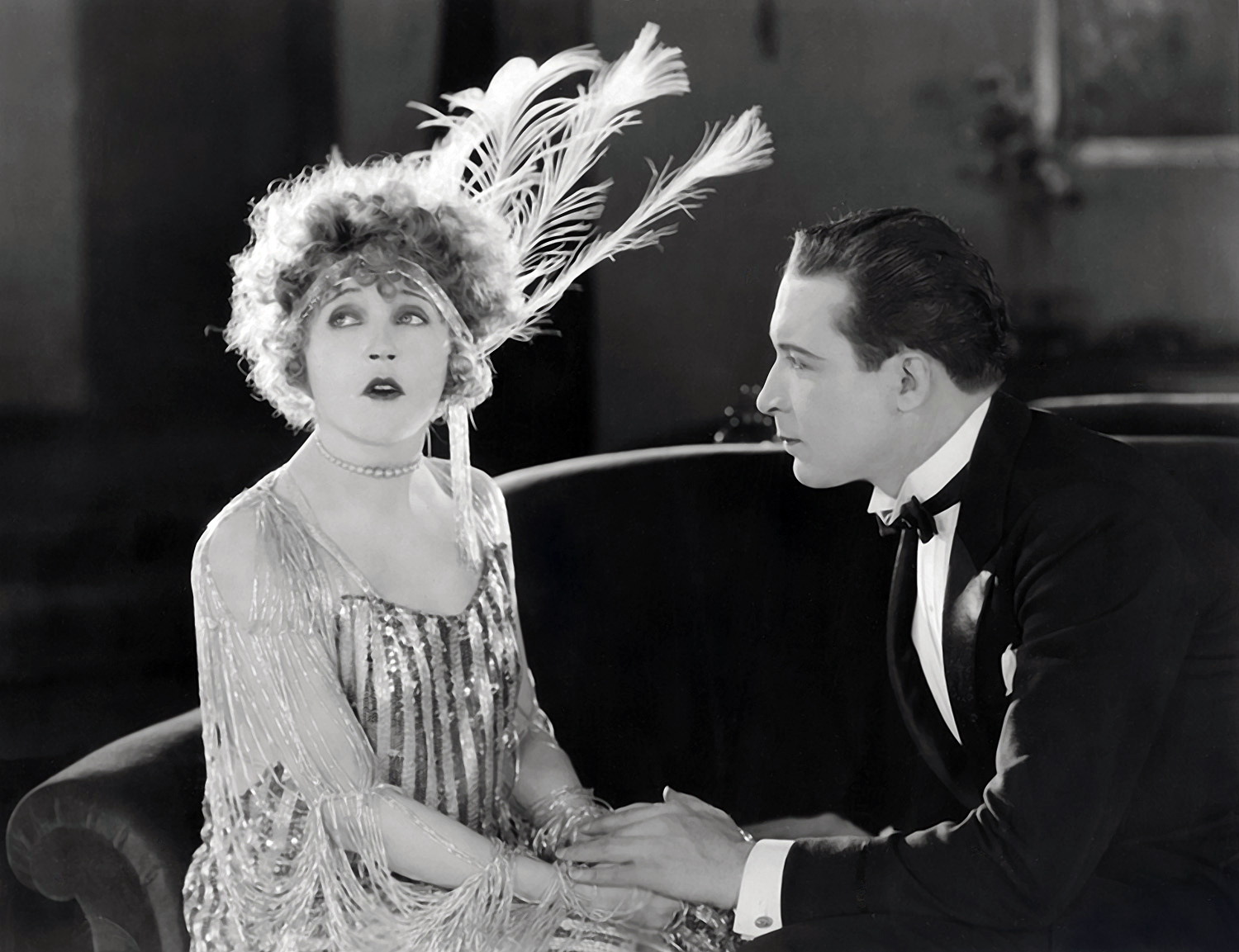
Mae Murray e Monte Blue

Rosalie Lawrence è una ballerina di Broadway: si innamora, ricambiata, di Hugh Thompson, l'erede di una grossa fortuna. I genitori di lui si oppongono al matrimonio e i due giovani decidono di sposarsi segretamente. Però, quando Hugh le confessa di tenere di più ai milioni del padre che a lei, Rosalie torna a casa, dal ragazzo della porta accanto che non ha mai cessato d'amarla.

## Produzione
Il film fu il terzo prodotto dalla Tiffany Productions, la compagnia fondata da Mae Murray e da suo marito, il regista e produttore Robert Z. Leonard.

## Distribuzione
Il copyright del film, richiesto dalla Tiffany Productions, fu registrato il 28 agosto 1922 con il numero LP18201. 
Distribuito dalla Metro Pictures Corporation, il film - presentato da Robert Z. Leonard - uscì nelle sale cinematografiche statunitensi il 25 settembre 1922.
Copia completa della pellicola si trova conservata negli archivi di Mosca del Gosfilmofond.